# Tužina
Tužina és un poble i municipi d'Eslovàquia que es troba a la regió de Trenčín. La primera menció escrita de la vila es remunta al 1393.

## Demografia
| Godina             | 1994 | 2004   | 2014   | 2024   |
| ------------------ | ---- | ------ | ------ | ------ |
| Nombre de persones | 1194 | 1219   | 1197   | 1214   |
| Diferència         |      | +2,09% | −1,80% | +1,42% |

| Godina             | 2023 | 2024   |
| ------------------ | ---- | ------ |
| Nombre de persones | 1196 | 1214   |
| Diferència         |      | +1,50% |